# Olios fuscovariatus
Olios fuscovariatus là một loài nhện trong họ Sparassidae.
Loài này thuộc chi Olios. Olios fuscovariatus được Cândido Firmino de Mello-Leitão miêu tả năm 1943.